# 粉紅色時光
《粉紅色時光》（英語：Magic Moment），2020年台灣偶像劇，2020年TVBS歡樂台第十三部原創概念劇。由方志友、吳念軒、嚴正嵐、章廣辰、陳彥允領銜主演。2019年12月13日開鏡，2020年三月中殺青，當時受疫情影響延期舉辦殺青酒會，歷經五個多月後，在2020年9月7日晚盛大舉辦殺青酒，11月14日於TVBS歡樂台首播。本劇獲得中華民國文化部107年度電視節目製作補助案連續劇類補助1,500萬元。幕後花絮會在粉絲專頁以及TVBS劇在一起Youtube頻道釋出。

## 播出時間

### 首播
| 頻道                | 所在地   | 播映日期                      | 播出時間             | 備註                          |
| ------------------- | -------- | ----------------------------- | -------------------- | ----------------------------- |
| TVBS歡樂台          | 臺灣     | 2020年11月14日                | 每週六 22:00 - 23:30 |                               |
| 愛奇藝              | 臺灣     | 2020年11月14日                | 每週六 22:00 更新    | VIP搶先看一集                 |
| TVBS精采台(MOD首播) | 臺灣     | 2020年11月15日                | 每週日 21:00 - 22:30 |                               |
| 愛奇藝國際版        | 東南亞   | 2020年11月16日                | 每週一 20:00 更新    |                               |
| 愛奇藝國際版频道    | 马来西亚 | 2021年3月19日 - 2021年3月31日 | 每日 17:00 - 18:30   | 3月19、24及25日 16:45 - 18:15 |

### 重播
| 頻道            | 所在地 | 播映日期       | 播出時間            |
| --------------- | ------ | -------------- | ------------------- |
| TVBS歡樂台      | 臺灣   | 2020年11月15日 | 每週日 02:00－03:30 |
| TVBS歡樂台      | 臺灣   | 2020年11月15日 | 每週日 14:00－15:30 |
| TVBS歡樂台      | 臺灣   | 2020年11月15日 | 每週日 22:30－00:00 |
| TVBS歡樂台      | 臺灣   | 2020年11月16日 | 每週一 02:30－04:00 |
| TVBS歡樂台      | 臺灣   | 2020年11月21日 | 每週六 20:30－22:00 |
| TVBS精采台(MOD) | 臺灣   | 2020年11月21日 | 每週六 14:00－15:30 |

## 劇情簡介
劇情大綱
講述準備回國啃老的失婚女，
因為從小被送到國外的關係，
讓她對於台灣的一切都感到興趣缺缺，
對生活的態度更是消極無比，
直到碰上熱血男孩方志嘉，
和一群與媽媽相伴多年老同學們，
他們用不同角度、有笑有淚的豐富歷練，
讓她重新找回對人生的方向與動力。

## 演員列表

### 主要演員
| 演員   | 角色   | 介紹 | 登場集數 |
| 方志友 | 趙以桐 | 方志嘉的女友 留美碩士，同時失業又失婚的以桐，大概就是眾人眼中的不折不扣的「人生魯蛇」。如今生活裡能讓她提得起勁的東西，大概只剩下酒精而已。                                                | 全劇     |
| 吳念軒 | 方志嘉 | 趙以桐的男友 廣告公司擔任IT工程師、社區大學講師、環保志工、醫院義工及咖啡師，這些都是方志嘉。斜槓青年的他，對生活總是充滿熱情待人熱心。                                                    | 全劇     |
| 嚴正嵐 | 江雨綺 | 呆萌呆萌的雨綺小腦袋常常腦補很多畫面(造福大家)身為志嘉的同事覺得志嘉根本就是個超人，樣樣都會，什麼都懂，腦補的同時，另一段愛意也正在生成。                                                 | 2,5-9-13 |
| 章廣辰 | 陳承誠 | 180的身高，粗壯的二頭肌及結實的胸膛 再加上一張如韓國歐爸的臉龐 讓阿誠的工作，總是人氣滿滿，無論是賣豬肉或是直播，婆媽們為了要跟阿誠聊天，撒多少錢都願意。                                  | 全劇     |
| 陳彥允 | 蔣新達 | 標準的富二代，有車有錢有餐廳，很能應付各種不同個性的人，尤其是女人，但就是不想應付爸爸，希望能離越遠越好。人人好的新達也是有自己過不去的那關，如果把爸爸當成女人一樣哄，是不是就都好了呢。 | 2-13     |

### 其他演員
| 演員   | 角色   | 介紹 | 登場集數   |
| 恬妞   | 汪麗雅 | 趙以桐的母親 五專同學們的精神指標，無所不能，凝聚大家的班長，也是里民公認模範親善媽媽，熱心助人面面俱道，唯獨女兒親近不了。 已離世。                | 1-3        |
| 鮑正芳 | 阮秀豔 | 方志嘉的奶奶 市場豬肉女漢子，暴躁型直腸子，開口掃射戰無不克，但其實刀子嘴豆腐心，更一肩擔起照顧孫子的責任，知道志嘉跟以桐交往此事，興奮不已。       | 1-5        |
| 張瓊姿 | 陳津津 | 昔日人人捧在手心的校花，如今成了優雅剩女，倔強的她營造出貴婦形象，事實是陳年校花有不能說的秘密。                                                    | 1-5        |
| 林煒   | 蔣克森 | 蔣新達的父親 在事業上眼光獨到，親子關係卻不知如何是好，然而人生下半場依舊追求愛情，是期盼第二春的人生勝利組。                                       | 1-5        |
| 林秀君 | 邱淑嫻 | 何皓東的妻子 是位校長，身為校長的她，掌管整間學校，卻掌控不了婚姻之道，和丈夫從五專班對走進數十年的婚姻，外人看來幸福，但事實卻是殘缺、逞強和偽裝。 | 1-3，5     |
| 單承矩 | 何皓東 | 邱淑嫻的丈夫 婆媳問題向來是人間一大難事，當體貼過頭時就成了軟弱，想兩面討好老婆和老母，最後連自己都不討好。                                         | 1-5        |
| 王耿豪 | 廖守義 | 人生平穩循規蹈矩，就像經營火鍋店細火慢燉，而團體裡總會有個這樣的角色，條理分明成為安定大家的力量。                                                  | 1-2        |
|        | 游天慶 | 度假村老闆 | 5-6        |
| 鄭怡   | 張美華 | 廖守義的妻子 | 1,2,5-6,12 |

### 客串演員
| 演員   | 角色     | 介紹                                                                             | 登場集數 |
| 黃鐙輝 |          | 調酒師                                                                           | 1        |
| 宇宙   | 汪麗雅   | 學生時期的汪麗雅                                                                 | 1-2,13   |
| 陳霓   | 陳津津   | 學生時期的陳津津                                                                 | 1-2,13   |
| 胡蓓筠 | 阮秀豔   | 學生時期的阮秀豔                                                                 | 1-2,13   |
| 王一珺 | 邱淑嫻   | 學生時期的邱淑嫻                                                                 | 1-2,13   |
| 張豐豪 | 廖守義   | 學生時期的廖守義                                                                 | 1-2,13   |
| 宋偉恩 | 蔣克森   | 學生時期的蔣克森                                                                 | 1-2,13   |
| 徐鈞浩 | 何皓東   | 學生時期的何皓東                                                                 | 1-2,13   |
| 蔡天嘉 | 游天慶   | 學生時期的游天慶                                                                 | 1-2      |
| 林逸欣 | 經理     | 廣告公司經理，志嘉和雨綺的上司                                                   | 2        |
| 林秀芳 | 陳周素美 | 陳津津的母親，不喜歡游天慶                                                       | 2,11-12  |
| 歐漢聲 | 丹尼斯   | 趙以桐的前夫                                                                     | 3        |
| 吳昆達 | 方政昌   | 阮秀豔的兒子，方志嘉的爸爸，因欠債而被迫逃亡                                     | 4,10     |
| 黃子悅 | 馨儀     | 游天慶的妻子                                                                     | 6        |
| 王竣民 | 萬財伯   | 銘利行批發大賣場的老闆                                                           | 7-8      |
| 劉昌翰 | 馮錦龍   | 乳房中心醫師                                                                     | 7-8      |
| 劉敬   | 方志嘉   | 高中時期的方志嘉                                                                 | 4,10     |
| 吳致任 | 華仔     | 蔣新達餐廳的廚師，趙以桐的同事                                                   | 7-10     |
| 林敬倫 | 小羅     | 蔣新達餐廳的主廚，趙以桐的同事                                                   | 7-10     |
| 林姿佑 | 王雪嬌   | 陳津津的同事                                                                     | 11       |
| 謝宇威 | 大肚男   | 蔣新達餐廳客人，三星主廚，非常欣賞趙以桐的廚藝，邀請她到日本開餐廳               | 11       |
| 黃歆   | 粿妹妹   | 陳承誠的女友，後來跟陳承誠分手                                                   | 9        |
| 謝涵羽 | 江曉如   | 雨綺姐姐的女兒，因要到台北參加冬令營而由雨綺暫時照顧，被志嘉等人誤會是雨綺的女兒 | 9-10-12  |
| 盧子文 | 討債流氓 | 回憶戲, 到方志家小時候家裡去要債的討債流氓                                       | 10       |

## 電視劇歌曲
| 曲別   | 歌名           | 演唱者 | 作詞        | 作曲        |
| 片頭曲 | 念念不忘       | 畢書盡 | 蘇姚        | 蘇姚        |
| 片尾曲 | 渴望的魚       | 李玉璽 | 李玉璽      | 李玉璽      |
| 插曲   | Be Me          | 李玉璽 | GhostWRiTΞR | GhostWRiTΞR |
| 插曲   | My Map         | 陳彥允 | 陳彥允      | 陳彥允      |
| 插曲   | 愛你一萬年     | 陳彥允 | 陳彥允      | 陳彥允      |
| 插曲   | 你欠我一句晚安 | 王笠人 | 王笠人      | 王笠人      |
| 插曲   | 撞             | 畢書盡 | 余婧        | 余婧、趙浩  |
| 插曲   | 你             | 畢書盡 | 高瑩        | 高瑩        |

## 收視率
| 集數       | 日期           | 各集標題與劇情大綱 | 收視率 |
| 1          | 2020年11月14日 | 人生可以說結束就結束 陽光灑落在瀰漫著溫暖氣息的汪家，麗雅(恬妞 飾)煎著荷包蛋哼著歌，看著老同學群組的訊息，邊期待晚上要和遠從國外回來的女兒以桐(方志友 飾)共進晚餐，但以桐卻沒有回家…記者來採訪阮秀豔(鮑正芳 飾)的豬肉攤，秀豔認為今天不宜拍攝，阿誠(章廣辰 飾)跟記者拉扯中，淑嫻(林秀君 飾)和津津(張瓊姿 飾)正幫麗雅慶生時，見麗雅突然接到電話趕去攤位緩解誤會，不甚麗雅被推倒在地，嚇得秀豔不知所措離去。當晚，志嘉(吳念軒 飾)勸奶奶秀豔要懂得反省，更何況今天是麗雅的生日，秀豔抱緊蛋糕趕上最後的慶祝，但在她家樓下遲疑了很久，終究會拉下臉為今天的事而道歉嗎？喝醉的以桐醒來看見母親麗雅的六通未接來電，還在想著與前夫離婚的事情，就在回家開門時候，以桐見餐桌上完整的一桌菜似乎已放多時，轉頭卻看到久違不見的麗雅躺在沙發上安詳的離去了，即使萬般不捨，但也無濟於事的以桐卻在母親的告別式上遇見了麗雅的老同學們，同學們在這場相遇重逢中回憶著學生時期叛逆的時光，而另一頭的以桐看著母親最後錄的DVD紀錄著過往的告別，同時發現了母親抽屜裡老舊的盒子，這盒子裡究竟藏著什麼秘密？ | 0.15   |
| 2          | 2020年11月21日 | 時光膠囊把20歲的你，送往60歲的自己 老同學們相約腳底按摩店，結束見皓東貼心拿著傘來接淑嫻回家，卻沒想到這齣戲是淑嫻演給大家看的，老同學們眼中認為恩愛的班對，會露出破綻嗎？各奔東西的大家該承認自己老了，擔心淋雨是怕生病，而不像青春一樣健壯了…… 志嘉公司來了一個新同事江雨綺(嚴正嵐飾)，似乎什麼事情都不會，卻一直惹出麻煩，就在志嘉耐心的教導雨綺每一個工作細節之外，雨綺為了答謝送巧克力當見面禮，竟掉出一本情色小說，這下雨綺該如何化解尷尬呢？以桐發現麗雅的電腦突然壞了，為了修電腦兩人又再次碰面，回憶著小時候的照片時，在打鬧中被秀豔看見志嘉似乎喜歡著以桐，但志嘉會承認嗎？以桐招集老同學們一起開啟20年前寫給自己的信，誰會說出信中的願望有實現！ | 0.24   |
| 3          | 2020年11月28日 | 即便錯過 仍舊不氣餒去挽回 麗雅的離世讓看似沒事的以桐格外憔悴，丹尼斯(歐漢聲飾)的出現重燃以桐熱情的笑容，在秀豔跟志嘉的眼裡突然見到以桐的前夫，心裡不是滋味的兩人會做何感想呢？同時一心想把志嘉跟以桐配在一起的秀豔，會出什麼招數來撮合兩人呢？男人幫皓東、克森、守義難得相聚，淑嫻因挽留不了皓東在家吃飯，直接跑去加入他們的飯局，淑嫻跟皓東在大家眼裡裝作恩愛，但實際兩人一言不合很久了，關係緊張的兩人會如何面對往後的婚姻呢？從小渴望幸福的校花津津，直到年老還是保有一顆少女心，可是長期被母親素美潑冷水施加壓力，津津不服老的個性就想證明給素美看她的真本事，剛好同事推薦交友軟體，對愛情充滿慾望的津津不放棄夢想勇於去赴約追愛…… | 0.16   |
| 4          | 2020年12月5日  | 有苦說不出 被迫承擔起另一種不快樂 津津工作的豪宅出售10樓房屋，立刻就有買主決定要住了，就在討論貧窮限制了我們的想像之時，仲介帶著克森參觀屋子週邊環境，卻發現眼熟的貴婦津津，驚慌失措的她會大方承認自己的工作嗎？能再次成功躲過克森的法眼？志嘉因知道生父的存在，特地帶著蛋糕來幫父親慶祝，也要他幫忙多陪著秀豔，可是從小受秀豔照顧的志嘉提及到政昌，卻反被大罵一頓並不承認有這樣欠債的兒子，究竟秀豔母子倆之間藏著什麼秘密不讓志嘉知道？阿誠關心志嘉宿醉的模樣，在雨綺眼裡他們是登對的情侶，繼上次還鑰匙在豬肉攤見兩人的親密互動，不忍拆散他們反而加深祝福，但又因志嘉向雨綺透露自己心情不好，在雨綺的安撫之下兩人莫名的看對眼，會因此產生情愫嗎？ | 0.23   |
| 5          | 2020年12月12日 | 面對全新的自己 自從津津真實工作被揭穿後，開始勇於做自己往前走，秀豔為了讓大家相聚計畫去渡假村放鬆，守義也同意帶著家人出遊是件甜蜜的事情，可是當克森問到皓東和淑嫻的感情，他該如何說出內心想法？自從麗雅離去，秀豔擔起重責大任希望能常辦些晚會，可是愛面子的淑嫻忍著不說與皓東的問題，而游天慶（雲中岳飾）為解決他們夫妻倆的事情，提供自己的度假村供大家再次團聚，同時天慶也讓津津找回自己天真的笑容……秀豔為湊合以桐和志嘉有多點時間相處，故意將兩人丟包在偏鄉，這次秀豔會成功嗎？以桐感覺到志嘉的心意，故意問是否喜歡上她了，志嘉還是否認嗎？ | 0.29   |
| 6          | 2020年12月19日 | 苦盡甘來的榮耀，成了笑話 寂靜夜聲的星空晚會裡，秀豔大費周章為淑嫻跟皓東慶祝婚姻多年，愛面子的淑嫻盡妻子本份扮演好夫妻之道，不料皓東宣布無法跟她再繼續生活，兩人的情感就此瓦解了？與津津重逢的天慶，看見她對清潔工作的用心，希望邀請她來渡假村當客房部經理，備受肯定的津津想起曾經那個勇往直前、無所畏懼、身體疲累卻散發出光彩的自己，可是母親素美極力反對，此時天慶的未婚妻也出現了……秀豔看不慣蔣新達對以桐積極追求，責怪志嘉並逼迫他穿上父親的西裝去約會，卻被以桐恥笑一番，就在歡笑同時客人為難新達，以桐三兩下解決料理問題，更熱情邀請她至餐廳上班，正煩惱工作的以桐卻答應了…… | 0.27   |
| 7          | 2020年12月26日 | 曾經的誓言 我們卻忘了 以桐正式進新達餐廳上班，研發客製化獨特料理，但眼紅的班底小羅嫉妒新達總對以桐特別好，心裡感到不平衡待遇，就在爭辯的同時以桐憤怒丟下廚師袍離去，進門的新達該如何化解誤會呢？淑嫻大半輩子為學校奉獻，身體不適也不願讓其他人擔心，卻在學校發表言論時昏倒送醫，結果報告出來嚇得她驚慌失措，回到家又是面對黑暗的屋子，獨守空閨的她見皓東回來，卻又領了一張離婚證書……克森出門前特地關心津津，卻見津津打掃閃到腰扶著她，津津感嘆自己變歐巴桑老了，克森認為她是永遠的校花，津津會就此對克森有好感嗎？ | 0.10   |
| 8          | 2021年1月2日   | 看似沒有意義 其實充滿玄機 新達告訴以桐廠商將低價的食材混在原物料裡高價賣出，以桐被同事小羅和華仔質疑自己對餐廳的忠心程度，以桐心中不滿直問是認為她在背後搞鬼？新達該如何化解與以桐的誤會呢？志嘉又該如何幫助以桐度過難關呢？先前志嘉約以桐出去時穿了一件父親的不合身老舊西裝，以桐笑他怎麼這可愛，且沒一套自己滿意的衣服，為此帶他去百貨挑選西裝，卻被店員認定兩人是情侶關係，志嘉靦腆的笑容該如何回答呢？但撞見新達親以桐，會就此放棄追求的念頭嗎？ | 0.23   |
| 9          | 2021年1月9日   | 每個日子不要留下遺憾 總是堅強的淑嫻生病住院，為了不想讓老同學們擔心病況而故意隱瞞實情，卻意外被津津她們知道趕去醫院，遠處看著淑嫻痛苦的模樣以及聽見她對抗病魔嘔吐的聲音，大家會因心疼而揭穿她嗎？以桐在超市遇見志嘉，兩人在相談甚歡之餘談到彼此對談戀愛的看法，志嘉先前看見新達親吻以桐，認為他們正在交往，以桐看得出志嘉在意她嗎？該如何解開這場突如其來的誤會呢？ | 0.17   |
| 10         | 2021年1月16日  | 人生由一連串的再見組成 津津受克森之託兼家管，打理好家中所有的大小事，克森回家點頭露出滿意的微笑，讚嘆津津服務至上，秀豔看津津太像克森老婆而問她是否心已留在他那了，津津靦腆害羞的笑意該如何回應？志嘉帶著雨綺和曉如到餐廳吃飯，巧被以桐看在眼裡心中不是滋味，但因秀豔的面子上暫且原諒了他，秀豔不放棄為湊合志嘉跟以桐，請志嘉送滷肉過去，卻見以桐和新達的親密互動……究竟兩人藏了什麼不為人知的秘密？志嘉難得陪秀豔出外遊玩，竟到了港口的小房屋裡見到自己親生兒子政昌，落魄的政昌跪下向秀豔道歉過往的不是，同時也向家人道別而不會再回來，遠看著政昌離開的秀豔就此放下過去說……再見！ | 0.16   |
| 11         | 2021年1月23日  | 剩下的歲月裡都在練習戒掉習慣 以桐已習慣找志嘉分享工作之事，卻見曉如開門大喊志嘉爸爸，以桐還在困惑志嘉何時跟雨綺在一起的……又莫名收到志嘉傳錯的「雨綺我喜歡妳」，以桐毅然決然去日本發展廚藝，志嘉再怎麼解釋自己的心意，卻不被好勝心強的以桐認同，一直錯過的兩人就此放棄彼此的真心？ 老同學秀豔、津津來探望淑嫻，三人大談年輕人的感情觀，而淑嫻試探性問津津和克森的感覺，發現他們已習慣照顧彼此的生活起居，大家紛紛恭喜津津為蔣太太，他們會因為大家的胡鬧撮合而互相陪伴下半人生嗎？ | 0.16   |
| 12         | 2021年1月30日  | 人生終究是一張沒有回程票的列車 以桐決定要去日本發展而招集大家相聚，長輩與年輕人之間有說有笑的談論著過去，但志嘉心中始終跨不出那條隱形的界線，無法對以桐說出自己的真心，阿誠離家前還告誡他愛要及時，志嘉豁出去勇敢說『愛』？還是會再次退卻呢？鳥語花香的季節裡，充滿著新年新希望氣氛，幸好有津津提前幫克森包好圓滿水餃，讓克森過年完全不孤單。而以桐帶著禮盒來拜訪秀豔，秀豔擔心以桐去日本無依無靠，代替麗雅來照顧並囑咐她，以桐感動擁抱著秀豔像是對麗雅的思念…… | 0.16   |
| 13         | 2021年2月6日   | 妳想過未來真正想要的生活嗎？ 總是說不出口「愛」的志嘉，再也隱藏不了自己的內心話，則對以桐表明滿滿的心意，以桐相對也回應志嘉，兩個歡喜冤家終究在重重阻礙中在一起了……老同學們自從麗雅離去，開始領悟人生活著的意義，從津津一直找尋自己的真愛，淑嫻得癌症成功對抗病魔並和皓東感情升溫，秀豔受阿誠影響成功在網路上被粉絲關注，克森和新達父子間的感情加溫，守義更加珍惜在身邊每一個人，多虧時光膠囊讓這批同學再次相聚…… | 0.15   |
| 平均收視率 | 平均收視率     | | 0.19   |

1. 同时段或交叉时段主要节目：
  - 華視《天才衝衝衝》
  - 中視《綜藝玩很大》
  - 民視《幸福保衛戰》
  - 三立都會台《天巡者》
  - 公視《俗女養成記》（重播）／《返校》／《大債時代》
  - 東森綜合台《王牌辯護人》
  - 中天綜合台《腦波小姐》
2. 数据由AGB尼爾森調查，調查範圍是四歲以上收看電視之觀眾。
3. 資料來源：台灣-偶像劇場、凱絡媒體週報。

## 製作團隊
- 導演：郝心翔
- 出品人：陳文琦、楊鳴、張承宏
- 發行人：劉文硯
- 總監製：郝孝祖、戴天易、李志緯
- 監製：徐詩琪、黃家新、張淑婷、吳昕可、林芸楨
- 總製作人：戴天易
- 製作人：黃寒苓、羅卓建勝、陳宜旻
- 執行製作人：陳雨凡、吳孟謙、楊銘威
- 編審：劉育瑄、鄭詠翰、楊之伊、謝虹軒、李宛儒
- 編劇：杜政哲
  - 協力編劇：劉思慧、許瑋哲、洪偉城、林晏如、林爭意、林紹謙
- 版權發行：
- 製作公司：聯利媒體股份有限公司、‬百聿數碼創意股份有限公司
- 冠名贊助
  - TVBS歡樂台：蓓朵娜 粉鑽瓶

## 外部連結
- 粉紅色時光的Facebook專頁
- 劇在一起的Facebook專頁
- 劇在一起的Instagram帳戶
- YouTube上的TVBS戲劇頻道